# По прозвищу «Танцор»
«По прозвищу „Танцор“» — американский телефильм 1987 года режиссёра Базза Калика, триллер. Премьера фильма состоялась 12 апреля 1987 года в США.

## Сюжет
Энни — учительница, работающая в школе в пригороде Лос-Анджелеса. Она уже шесть лет замужем, счастлива и любит своего мужа. Но раньше она была спецагнтом ЦРУ и работала на Кубе. Об этом не знает практически никто, даже её муж Пол Гудвин. Энни же отлично владеет испанским и обладает всеми качествами, нужными секретному агенту.
Неожиданно спокойная жизнь Энни нарушается — ей кто-то звонит и сообщает, что бывший её возлюбленный по прозвищу «Танцор», которого она когда-то спасла от верной гибели, снова в беде и нуждается в её помощи. Теперь Энни отправляется на Кубу, в одну из тюрем, чтобы спасти «Танцора» и встретиться с Луисом Маларином - одним из лидеров кубинской революции, с которым у нее когда-то были отношения.

## В ролях
- Кейт Кэпшоу — Энни
- Йерун Краббе — Луис Маларин, высокопоставленный кубинский руководитель
- Клифф Де Янг — Пол Гудвин, муж Энни
- Грегори Сьерра — Вик Пена по прозвищу «танцор, бывший возлюбленный Энни»
- Джеймс Слоян — Уорделл
- Валери Макаффи — Бэки
- Франциско Куэвес — Роджес

## Другие названия
- Операция «Танцор»
- Dancer
- Todesgrüße aus Havanna
- Her Secret Life
- Nome de Código: Bailarina
- Peitenimi Dancer
- Другое One for the Dancer